# 미에후프군

마워폴스카주 지도에 표시된 미에후프군의 위치

미에후프군(폴란드어: powiat miechowski)은 폴란드 마워폴스카주에 위치한 군으로 군청 소재지는 미에후프이며 면적은 676.73km2, 인구는 48,948명(2019년 기준)이다.
북쪽으로는 시비엥토크시스키에주 옝제유프군. 동쪽으로는 시비엥토크시스키에주 핀추프군, 카지미에자군, 남동쪽으로는 프로쇼비체군, 남쪽으로는 크라쿠프군, 서쪽으로는 올쿠시군, 자비에르치에군과 접한다. 7개 지방 자치체(1개 도시형 농촌, 6개 농촌)를 관할한다.

군기
군 문장